# IC 1297
IC 1297 ist ein planetarischer Nebel im Südliche Krone.